# Thai-Chinese International School

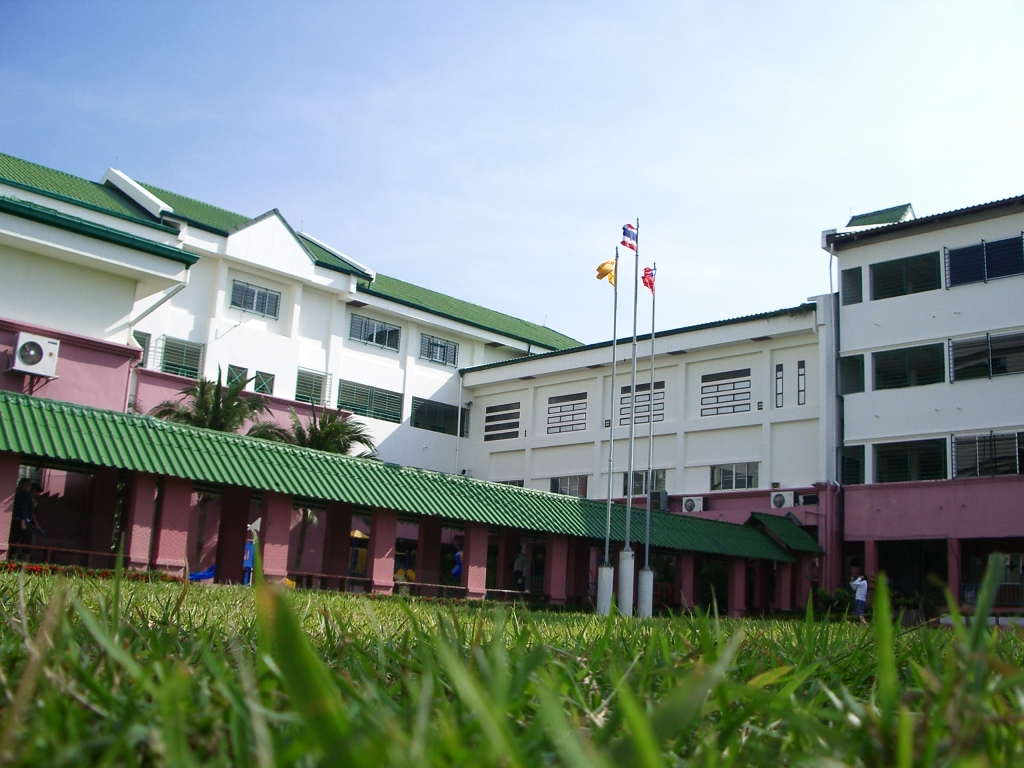
TCIS Campus

Die Thai-Chinese International School (thailändisch โรงเรียนนานาชาติ ไทย-จีน, Chinesisch: 泰國中華國際學校, TCIS) ist eine gemeinnützige Privatschule in Thailand.

## Lage
Die Schule befindet sich in Muban Bang Phli Niwet, Amphoe (Landkreis) Bang Phli, Provinz Samut Prakan. 

## Profil der Schule
Die Schule hat etwa 100 Angestellte und Lehrkräfte, die rund 900 Schüler betreuen (Stand: 2009). Die Schüler sind vielsprachig und stammen oft aus multikulturellen Verhältnissen, manche haben auch mehrere Staatsangehörigkeiten. 
Das Schulangebot beginnt mit dem Vorkindergarten und dem Kindergarten und geht bis zur Sekundarstufe (12. Klasse). Der Kernlehrstoff besteht aus dem US-amerikanischen Curriculum. Da die Thai-Chinesische Schule eine dreisprachige Ausrichtung hat, müssen die Schüler neben dem englischen Stoffunterricht auch täglich mindestens eine Stunde in Hochchinesisch und Thai absolvieren. 

## Ausbildungsziele
Die Schule möchte ein tragfähiges Ausbildungsangebot auf der Basis US-amerikanischer Standards anbieten, die chinesische, thailändische und internationale Verhältnisse berücksichtigen. Besonderer Wert wird auf intellektuelle Fähigkeiten gelegt, daneben auf interkulturelle Kompetenzen und Ausbildung von Weltbürgern. 
Erfolgreiche Schüler sollen
- kritische Denker, die auch komplexe Dinge verstehen können,
- kooperative Arbeiter,
- verantwortungsbewusste Teilnehmer in einer globalisierten Welt,
- unabhängige lebenslange Lerner und
- effektive Multiplikatoren sein.

## Geschichte
Die Schule wurde 1995 gegründet mit dem Zweck, der taiwanischen Enklave in Bangkok sowie auch anderen Gruppen Unterricht in englischer Sprache anzubieten. 
Nach dem Bau des Suvarnabhumi-Flughafens liegt sie nur noch 15 Minuten von den internationalen Verkehrswegen Bangkoks entfernt.